# Materialni zgodovinski viri
Materialni oziroma tvarni zgodovinski viri so ostanki predmetov, ki jih je človek ustvaril in uporabljal v vsakodnevnem življenju - zgradb, posod, orodja, orožja, kosti, nakita, pohištva itd. Ti viri so ohranjeni do danes.
Materialni zgodovinski viri so edini ostanki, ki pričajo o človeški zgodovini iz obdobja prazgodovine, ko še niso poznali pisave. Za ostala obdobja pripomorejo k boljši preglednosti in znanju o davnini.Raziskujejo in preučujejo jih arheologi. Materialni zgodovinski viri so najbolj zanesljivi zgodovinski viri.Preučuje jih Arheolog/Zgodovinar.